# Uroleucon carthami
Uroleucon carthami är en insektsart. Uroleucon carthami ingår i släktet Uroleucon och familjen långrörsbladlöss. Inga underarter finns listade i Catalogue of Life.